# Trebanh (Alier)
Treban és un municipi francès, situat al departament de l'Alier i a la regió d'Alvèrnia-Roine-Alps. L'any 2007 tenia 393 habitants.

## Demografia

### Població
El 2007 la població de fet de Treban era de 393 persones. Hi havia 172 famílies de les quals 52 eren unipersonals (20 homes vivint sols i 32 dones vivint soles), 52 parelles sense fills, 48 parelles amb fills i 20 famílies monoparentals amb fills.
La població ha evolucionat segons el següent gràfic:
Habitants censats

### Habitatges
El 2007 hi havia 244 habitatges, 175 eren l'habitatge principal de la família, 24 eren segones residències i 45 estaven desocupats. 242 eren cases i 2 eren apartaments. Dels 175 habitatges principals, 114 estaven ocupats pels seus propietaris, 47 estaven llogats i ocupats pels llogaters i 14 estaven cedits a títol gratuït; 4 tenien una cambra, 10 en tenien dues, 38 en tenien tres, 63 en tenien quatre i 61 en tenien cinc o més. 121 habitatges disposaven pel capbaix d'una plaça de pàrquing. A 80 habitatges hi havia un automòbil i a 74 n'hi havia dos o més.

### Piràmide de població
La piràmide de població per edats i sexe el 2009 era:
| Homes | Edats   | Dones |
| ----- | ------- | ----- |
| 0     | 95 o +  | 0     |
| 0     | 90 a 94 | 0     |
| 0     | 85 a 89 | 0     |
| 0     | 80 a 84 | 4     |
| 28    | 75 a 79 | 12    |
| 12    | 70 a 74 | 12    |
| 16    | 65 a 69 | 12    |
| 12    | 60 a 64 | 16    |
| 8     | 55 a 59 | 20    |
| 12    | 50 a 54 | 0     |
| 12    | 45 a 49 | 12    |
| 12    | 40 a 44 | 12    |
| 28    | 35 a 39 | 20    |
| 20    | 30 a 34 | 16    |
| 4     | 25 a 29 | 4     |
| 4     | 20 a 24 | 4     |
| 8     | 15 a 19 | 12    |
| 12    | 10 a 14 | 8     |
| 12    | 5 a 9   | 8     |
| 8     | 0 a 4   | 16    |

## Economia
El 2007 la població en edat de treballar era de 247 persones, 186 eren actives i 61 eren inactives. De les 186 persones actives 166 estaven ocupades (92 homes i 74 dones) i 20 estaven aturades (11 homes i 9 dones). De les 61 persones inactives 22 estaven jubilades, 16 estaven estudiant i 23 estaven classificades com a «altres inactius».

### Ingressos
El 2009 a Treban hi havia 170 unitats fiscals que integraven 398 persones, la mediana anual d'ingressos fiscals per persona era de 15.191 €.

### Activitats econòmiques
Dels 12 establiments que hi havia el 2007, 3 eren d'empreses alimentàries, 1 d'una empresa de fabricació d'elements pel transport, 2 d'empreses de fabricació d'altres productes industrials, 1 d'una empresa de construcció, 2 d'empreses de comerç i reparació d'automòbils, 1 d'una empresa de transport, 1 d'una empresa d'hostatgeria i restauració i 1 d'una empresa de serveis.
Dels 3 establiments de servei als particulars que hi havia el 2009, 1 era una oficina de correu, 1 taller de reparació d'automòbils i de material agrícola i 1 lampisteria.
Dels 2 establiments comercials que hi havia el 2009, 1 era una botiga de menys de 120 m² i 1 una fleca.
L'any 2000 a Treban hi havia 28 explotacions agrícoles que ocupaven un total de 2.100 hectàrees.

## Equipaments sanitaris i escolars
El 2009 hi havia una escola elemental integrada dins d'un grup escolar amb les comunes properes formant una escola dispersa.

## Poblacions més properes
El següent diagrama mostra les poblacions més properes.